# Øresæler
Øresæler (Otariidae) er en familie indenfor overfamilien Sæler og rummer søløver og pelssæler. Øresæler adskiller sig fra de ægte sæler ved at have et lille ydre øre (heraf navnet) og have bagluffer, der er mere bevægelige end de ægte sæler. Øresælerne kan således dreje baglufferne fremad, hæve sig op på dem og gå, mens ægte sæler kun kan "mave" sig frem. Den nok bedst kendte øresæl er den Californiske søløve, der lever langs den amerikanske Stillehavskyst, men også findes i fangenskab i akvarier og zoologiske haver over hele jorden.

## Klassifikation
Familie: Otariidae
- Slægt: Callorhinus
  - Nordlig pelssæl el. Nordlige søbjørn, Callorhinus ursinus
- Underfamilie: Arctocephalinae
  - Slægt: Arctocephalus (Pelssæler)
    - Sydamerikansk pelssæl, Arctocephalus australis
    - Newzealandsk pelssæl, Arctocephalus forsteri
    - Galápagos-pelssæl, Arctocephalus galapagoensis
    - Antarktisk pelssæl el. Kerguelen-pelssæl, Arctocephalus gazella
    - Juan-Fernández-pelssæl el. Philippi-søbjørn, Arctocephalus philippii
    - Afro-australsk pelssæl el. Sydafrikansk pelssæl, Arctocephalus pusillus
    - Guadaloupe-pelssæl, Arctocephalus townsendi
    - Subantarktisk pelssæl, Arctocephalus tropicalis
- Underfamilie: Otariinae (Søløver)
  - Slægt: Eumetopias
    - Stellers søløve, Eumetopias jubatus

  - Slægt: Otaria
    - Sydamerikansk søløve el. Mankesæl, Otaria byronia

  - Slægt: Zalophus
    - Californisk søløve, Zalophus californianus
    - Japansk søløve, Zalophus japonicus †

  - Slægt: Neophoca
    - Australsk søløve, Neophoca cinerea

  - Slægt: Phocarctos
    - Hookers søløve, Phocarctos hookeri